# Barbados en los Juegos Paralímpicos de Tokio 2020
Barbados estuvo representado en los Juegos Paralímpicos de Tokio 2020 por un deportista masculino. El equipo paralímpico barbadense no obtuvo ninguna medalla en estos Juegos.